# Zjenikh s togo sveta
Zjenikh s togo sveta (russisk: Жених с того света) er en sovjetisk spillefilm fra 1958 af Leonid Gajdaj.

## Medvirkende
- Rostislav Pljatt – Semjon Petukhov
- Georgij Vitsin – Pjotr Ficusov
- Vera Altajskaja – Nina Pavlovna
- Rina Zeljonaja
- Anastasija Zujeva – Anna Mikhajlovna